# La Joya, Medellín
La Joya är en ort i Mexiko.   Den ligger i kommunen Medellín och delstaten Veracruz, i den sydöstra delen av landet, 300 km öster om huvudstaden Mexico City. La Joya ligger 17 meter över havet och antalet invånare är 298.
Terrängen runt La Joya är mycket platt. Runt La Joya är det ganska tätbefolkat, med 230 invånare per kvadratkilometer. Närmaste större samhälle är Veracruz, 13,2 km norr om La Joya. Trakten runt La Joya består till största delen av jordbruksmark.